# Yves Rüedi
Yves Rüedi, né le 30 septembre 1976 à Uznach, est un magistrat suisse et juge ordinaire au Tribunal fédéral depuis 2014.

## Biographie

### Carrière
Yves Rüedi fait ses études de droit à l’Université de Saint-Gall, d’où il sort avec un doctorat en droit. Il effectue des recherches à l'université Harvard, l’université Yale, l’université Stanford et l’université d'Aix-Marseille. Il enseigne aux universités de Saint-Gall et de Lucerne et travaille pour un cabinet d'avocat à Zurich, où il obtient son brevet d'avocat.
Le 7 mai 2006, il est élu président de la Cour suprême du canton de Glaris par la Landsgemeinde. Le 23 avril 2008, le parlement le nomme sur proposition du gouvernement membre de l'autorité de surveillance des avocats et de la commission des examens d'avocat dont il assume ensuite la présidence. L’Assemblée fédérale l’élit juge suppléant au Tribunal fédéral par 208 voix sur 208 bulletins valables le 21 décembre 2011, et juge ordinaire par 198 voix sur 200 bulletins valables le 11 décembre 2013.

### Vie privée
Yves Rüedi présida la Fondation Balm en faveur des personnes handicapées mentalement. Il est passionné de sport d'endurance ; en 2001, il se qualifie pour le championnat du monde d'Ironman à Hawaï. Il renouvèle cet exploit en 2017. Terminant la saison dans le top 1% mondial de son groupe d’âge, il gagne le statut d’Ironman Gold All World Athlete.

## Publications
- Rechtswidrig erlangte Beweismittel, in Dolge, Annette (éditeur) : Substantiieren und Beweisen, Praktische Probleme, Zurich 2013,  (ISBN 978-3-7255-6956-4), p. 77 ss.
- Sachliche Zuständigkeit bei Verantwortlichkeitsklagen gegen Organe von Kantonalbanken, in GesKR 1/2012, p. 117 ss.
- Berner Kommentar, Ausschluss der Rückforderung, Art. 66 OR, Berne 2011,  (ISBN 978-3-7272-3365-4)
- Kanton Glarus, in Arn, Raphaël/Saurer, Nicole/Kuhn, André (éditeurs) : Organisation des autorités pénales cantonales et fédérales et dispositions d'application en matière pénale, Bâle 2011,  (ISBN 978-3-7190-2858-9), p. 287 ss.
- Materiell rechtswidrig beschaffte Beweismittel im Haftpflichtprozess, in Fellmann, Walter/Weber, Stephan (éditeurs): Haftpflichtprozess 2011, Zurich 2011, p. 157 ss.,  (ISBN 978-3-7255-6334-0)
- Art. 150–159 ZPO, in Gehri, Myriam A./Kramer, Michael (éditeurs): Schweizerische Zivilprozessordnung, Kommentar, Berne 2010,  (ISBN 978-3-280-07219-6), p. 285 ss.
- Besprechung der Bundesgerichtsurteile 4D_48/2008 sowie 5D_54/2008, in ZZZ 2008/2009, p. 396 ss.
- Materiell rechtswidrig beschaffte Beweismittel im Zivilprozess, Zurich 2009,  (ISBN 978-3-03-751151-0) (dissertation, université de St. Gall, 2008)